# Octavio Hinzpeter
Octavio Hinzpeter Blumsak (10 de enero de 1930-8 de febrero de 2017) fue un comerciante y bombero chileno de origen judío. Ejerció como presidente de la Junta Nacional de Cuerpos de Bomberos de Chile entre 1970 y 2006.
Al momento de su muerte era la primera antigüedad de los cuerpos de bomberos de su país.